# 于利圣乔治
于利圣乔治（法語：Ully-Saint-Georges，法語發音：[yli sɛ̃ ʒɔʁʒ]）是法国瓦兹省的一个市镇，位于该省南部，属于桑利斯区。

## 地理
于利圣乔治（49°16'40"N, 2°16'49"E）面积18.71 平方千米，位于法国上法蘭西大區瓦兹省，该省份为法国北部内陆省份，北起索姆省，西接厄尔省和滨海塞纳省，南至塞纳-马恩省和瓦兹河谷省，东临埃纳省。
与于利圣乔治接壤的市镇（或旧市镇、城区）包括：穆伊、泰兰河畔巴拉尼、科维尼、锡尔莱梅洛、迪约多内、富朗格、拉沙佩勒圣皮埃尔、泰勒地区讷伊。

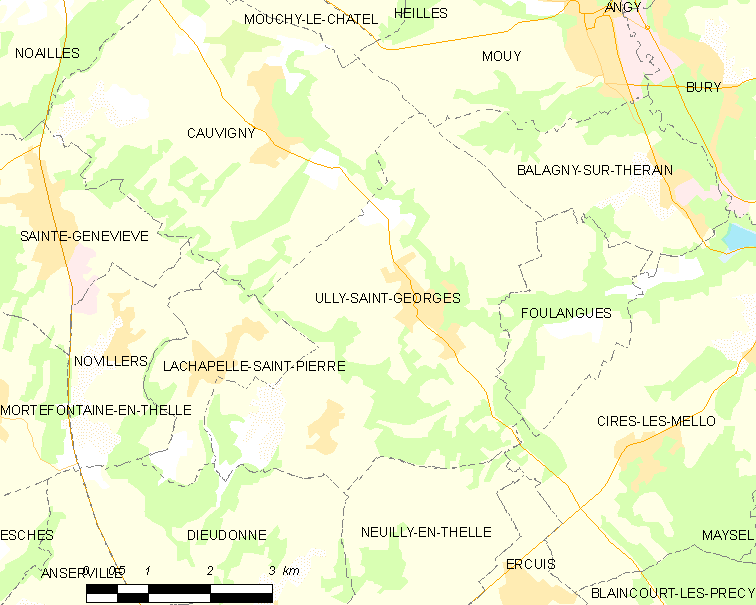
于利圣乔治的OSM定位图

于利圣乔治的时区为UTC+01:00、UTC+02:00（夏令时）。

## 行政
于利圣乔治的邮政编码为60730，INSEE市镇编码为60651。

## 政治
于利圣乔治所属的省级选区为蒙塔泰尔县。

## 人口

1962-2008年间于利圣乔治人口变化图示

于利圣乔治于2022年1月1日时的人口数量为1920人。